# Snövit bläcksvamp
Snövit bläcksvamp (Coprinopsis nivea) är en svampart som först beskrevs av Christiaan Hendrik Persoon, och fick sitt nu gällande namn av Redhead, Vilgalys & Moncalvo 2001. Snövit bläcksvamp ingår i släktet Coprinopsis och familjen Psathyrellaceae.  Arten är reproducerande i Sverige. Inga underarter finns listade i Catalogue of Life.

## Källor

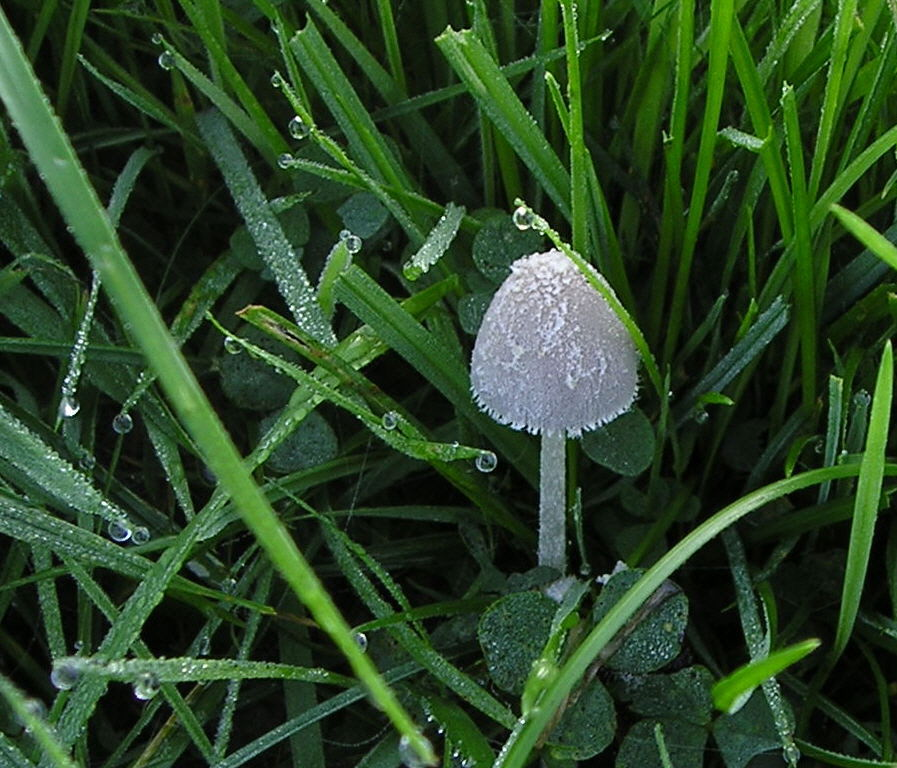
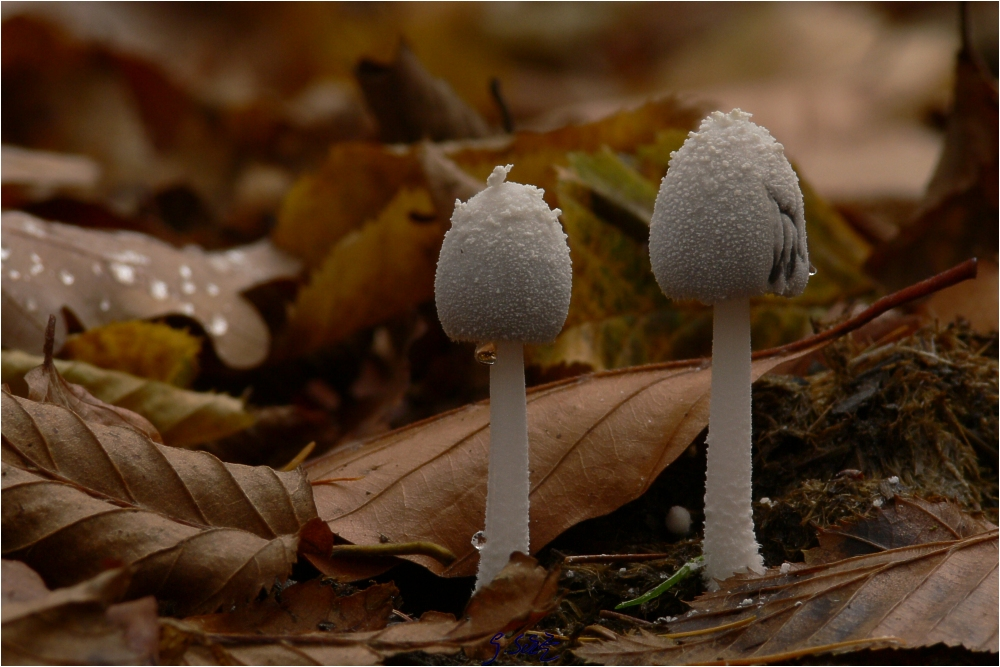
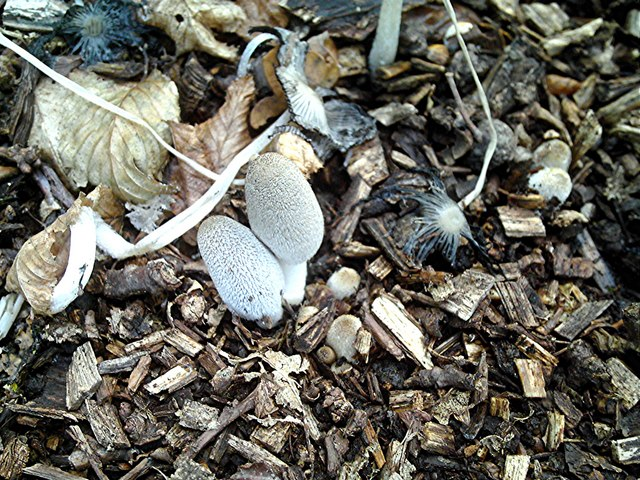